# Сольчаник, Богдан Зиновьевич
Богдан Зиновьевич Сольчаник (25 июля 1985, Старый Самбор — 20 февраля 2014, Киев) — украинский историк, общественный деятель, преподаватель кафедры новой и новейшей истории Украины Украинского католического университета в Львове. Погиб от пули снайпера на Майдане 20 февраля 2014 года. Герой Украины (2014, посмертно).

## Биография
Образование:
С 2013 и до смерти готовил к защите при Варшавском университете диссертации «Избирательные практики в маленьком западноукраинском городе 1965-2006 годов». Научный руководитель — проф., доктор хаб. Анджей Рихард.
2008—2012 — участие в докторской программе Graduate School for Social Research Польской академии наук, Варшава.
2002—2006 — Львовский национальный университет имени Ивана Франка, исторический факультет, бакалавр истории.
2004—2008 — Межинституционные индивидуальные гуманитарные студии (Мигус) при ЛНУ им. Франко, Украинский католический университет, Варшавский университет.
В 2006 году окончил исторический факультет Львовского национального университета им. Ивана Франко с дипломом бакалавра, а впоследствии — междисциплинарный центр магистерских программ по социологии и культурологии ЛНУ с дипломом магистра.
Один из активных участников Гражданской кампании «Пора!» в 2004—2005 годах.

## Память
В 2014 друзья и близкие люди Богдана Сольчаника издали его стихи, которые автор никогда не публиковал и старался никому не показывать

### Награды
- Звание Герой Украины с вручением ордена «Золотая Звезда» (21 ноября 2014, посмертно) — за гражданское мужество, патриотизм, героическое отстаивание конституционных принципов демократии, прав и свобод человека, самоотверженное служение Украинскому народу, обнаруженные во время Революции достоинства[6]
- Медаль «За жертвенность и любовь к Украине» (УПЦ КП, июнь 2015) (посмертно)[7]

### Подборка в журнале «Колокол», 2015, № 6 (848), июнь
- Даниил Ильницкий. Чистый звук моего поколения [рец. в кн.: Богдан Сольчаник. Кухни моего поколения: стихи / Предисловие Александра Неберикута; Иллюстрации и обложка Елены Голубятниковой; Ответственные за выпуск Ирина Швец и Маричка Погорилко. — Львов, 2014. — 76 с.] // С. 169—172.
- Юрий Горблянский. «Я уже знаю дорогу…»: размышление о жизни и смерти, о Богдане Сольчаника // Сек. 172—175.

### Подборка в «Буковинском журнале», 2015, № 3 (97)
- Богдан Сольчаник. Где моя революция: стихи // Сек. 15-19.
- Михаил Заречный. Время, что манит отсутствием в нём (о книге Богдана Сольчаника «Кухни моего поколения») // Сек. 20-23.
- Даниил Ильницкий. Бодя Солч // Сек. 24-30.
- Николай Майданский. Взгляд, что окрыляет (воспоминание о Богдане Сольчаника) // Сек. 31-40.